# ماسایا اوکی
ماسایا اوکی (انگلیسی: Masaya Oki; ۱۲ ژوئن ۱۹۵۲ – ۲۸ ژوئن ۱۹۸۳) بازیگر اهل ژاپن بود. وی بین سال‌های ۱۹۶۸ تا ۱۹۸۳ میلادی فعالیت می‌کرد.